# Châtillon-sous-les-Côtes
Châtillon-sous-les-Côtes és un municipi francès situat al departament del Mosa i a la regió del Gran Est. L'any 2007 tenia 156 habitants.

## Demografia

### Població
El 2007 la població de fet de Châtillon-sous-les-Côtes era de 156 persones. Hi havia 68 famílies, de les quals 30 eren unipersonals (13 homes vivint sols i 17 dones vivint soles), 13 parelles sense fills, 17 parelles amb fills i 8 famílies monoparentals amb fills.
La població ha evolucionat segons el següent gràfic:
Habitants censats

### Habitatges
El 2007 hi havia 86 habitatges, 68 eren l'habitatge principal de la família, 13 eren segones residències i 5 estaven desocupats. 84 eren cases i 2 eren apartaments. Dels 68 habitatges principals, 52 estaven ocupats pels seus propietaris, 12 estaven llogats i ocupats pels llogaters i 4 estaven cedits a títol gratuït; 1 tenia dues cambres, 6 en tenien tres, 15 en tenien quatre i 46 en tenien cinc o més. 49 habitatges disposaven pel capbaix d'una plaça de pàrquing. A 26 habitatges hi havia un automòbil i a 30 n'hi havia dos o més.

### Piràmide de població
La piràmide de població per edats i sexe el 2009 era:
| Homes | Edats   | Dones |
| ----- | ------- | ----- |
| 0     | 95 o +  | 0     |
| 0     | 90 a 94 | 0     |
| 0     | 85 a 89 | 0     |
| 0     | 80 a 84 | 0     |
| 0     | 75 a 79 | 4     |
| 0     | 70 a 74 | 0     |
| 8     | 65 a 69 | 0     |
| 4     | 60 a 64 | 20    |
| 0     | 55 a 59 | 4     |
| 4     | 50 a 54 | 4     |
| 4     | 45 a 49 | 4     |
| 12    | 40 a 44 | 4     |
| 0     | 35 a 39 | 0     |
| 4     | 30 a 34 | 0     |
| 0     | 25 a 29 | 0     |
| 4     | 20 a 24 | 0     |
| 8     | 15 a 19 | 4     |
| 0     | 10 a 14 | 4     |
| 0     | 5 a 9   | 0     |
| 0     | 0 a 4   | 0     |

## Economia
El 2007 la població en edat de treballar era de 108 persones, 82 eren actives i 26 eren inactives. De les 82 persones actives 75 estaven ocupades (48 homes i 27 dones) i 7 estaven aturades (4 homes i 3 dones). De les 26 persones inactives 12 estaven jubilades, 10 estaven estudiant i 4 estaven classificades com a «altres inactius».

### Ingressos
El 2009 a Châtillon-sous-les-Côtes hi havia 73 unitats fiscals que integraven 162 persones, la mediana anual d'ingressos fiscals per persona era de 18.991 €.

### Activitats econòmiques
Dels 7 establiments que hi havia el 2007, 1 era d'una empresa extractiva, 1 d'una empresa de construcció, 1 d'una empresa d'hostatgeria i restauració, 3 d'empreses de serveis i 1 d'una empresa classificada com a «altres activitats de serveis».
L'únic servei als particulars que hi havia el 2009 era un paleta.
L'any 2000 a Châtillon-sous-les-Côtes hi havia 6 explotacions agrícoles.

## Poblacions més properes
El següent diagrama mostra les poblacions més properes.